# Fritz Rauch
Friedrich Rauch (* 11. Januar 1867 in Rottweil; † 1. November 1916 in Memmingen) war ein deutscher Apotheker und Botaniker.

## Leben
Fritz Rauch absolvierte von 1884 bis 1887 eine Lehre bei dem Apotheker Richard Blezinger (1847–1928) in Crailsheim, durch den sein Interesse an der Botanik geweckt wurde. Nach dreijähriger Gehilfenzeit studierte Rauch an der Universität München Pharmazie, an der er 1892 das Staatsexamen bestand. Anschließend studierte er an der Universität Gießen Botanik, Chemie und Physik. An der Universität Erlangen schloss er seine akademische Ausbildung mit der Promotion zum Dr. phil. 1895 ab. Nach vorübergehendem Aufenthalt in Nordamerika arbeitete Rauch einige Jahre in einer Apotheke in Haiti, bevor er 1902 die Elefanten-Apotheke in Memmingen kaufte, die er bis zu seinem Tod besaß.
Rauch galt durch seine Welterfahrung in Memmingen als angesehener Mann. Während seines Aufenthaltes in Haiti hatte er den Posten eines stellvertretenden Gouverneurs.
Von wissenschaftlicher Bedeutung ist Rauchs Dissertation über die Sporen der zu den Pilzen zählenden Uredineen und Erysipheen, deren Keimung er nicht nur in Wasser, sondern vergleichend auch in künstlichen Nährmedien untersuchte.

## Veröffentlichungen
- Beitrag zur Keimung von Uredineen- und Erysipheen-Sporen in verschiedenen Nährmedien. Phil. Diss. Erlangen. Göttingen 1895.